# IIIe législature de la Troisième République française
 (mai 2025).
La IIIe législature de la Troisième République française est un cycle parlementaire qui s'ouvre le 28 octobre 1881 et se termine le 9 novembre 1885.

## Composition de l'exécutif
Président de la République : Jules Grévy.

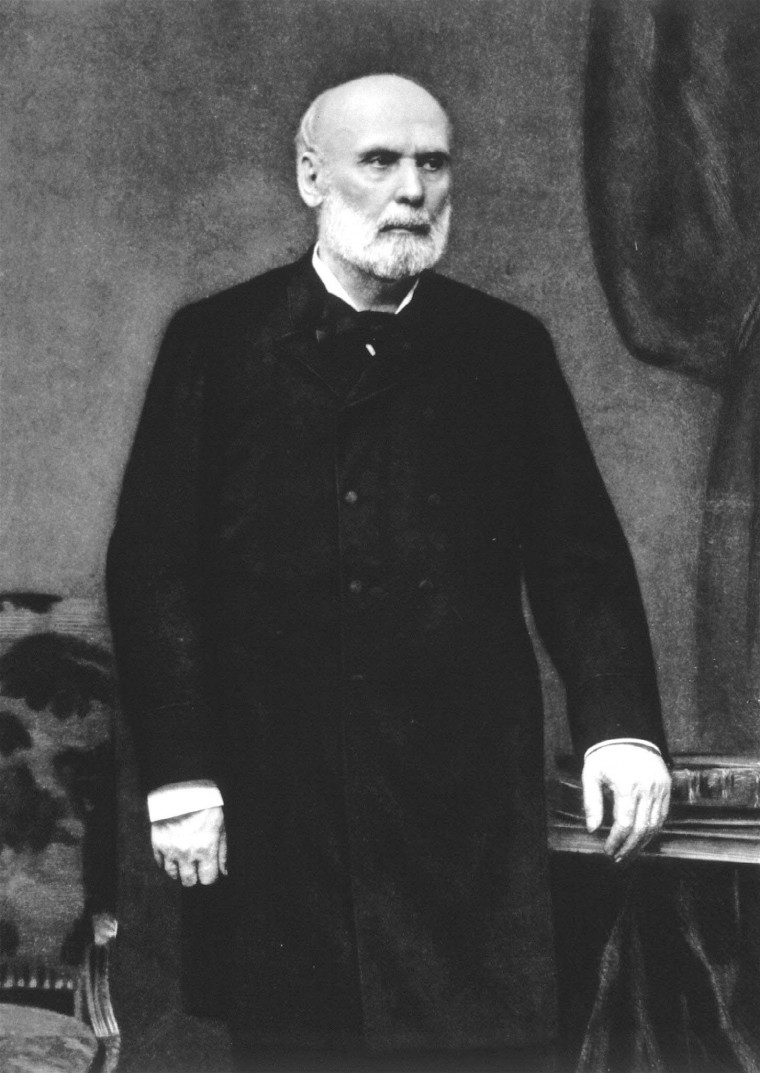
Jules Grévy

Président de la Chambre des députés : 
- Henri Brisson (1881-1885) ;
- Charles Floquet (1885).

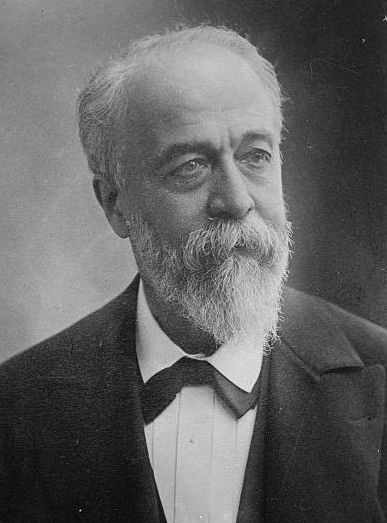
Henri Brisson
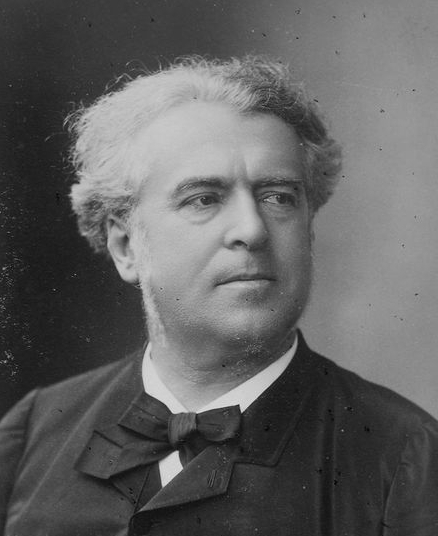
Charles Floquet

| Gouvernement | Gouvernement         | Gouvernement                          | Dates (Durée)                                          | Parti(s)                                               | Président du Conseil               | Composition initiale                   |
| ------------ | -------------------- | ------------------------------------- | ------------------------------------------------------ | ------------------------------------------------------ | ---------------------------------- | -------------------------------------- |
| 1            | Léon Gambetta        | Gouvernement Léon Gambetta            | du 14 novembre 1881 au 26 janvier 1882 (73 jours)      | Union républicaine, Gauche républicaine, Centre gauche | Léon Gambetta (Républicain)        | 12 ministres 8 sous-secrétaires d'État |
| 2            | Charles de Freycinet | Gouvernement Charles de Freycinet (2) | du 30 janvier 1882 au 29 juillet 1882 (180 jours)      | Union républicaine, Union démocratique, Centre gauche  | Charles de Freycinet (Républicain) | 11 ministres 4 sous-secrétaires d'État |
| 3            | Charles Duclerc      | Gouvernement Charles Duclerc          | du 7 août 1882 au 28 janvier 1883 (266 jours)          | Union républicaine, Union démocratique, Centre gauche  | Charles Duclerc (Républicain)      | 10 ministres 1 sous-secrétaire d'État  |
| 4            | Armand Fallières     | Gouvernement Armand Fallières         | du 29 janvier 1883 au 17 février 1883 (19 jours)       | Union républicaine, Union démocratique, Centre gauche  | Armand Fallières (Républicain)     | 9 ministres 5 sous-secrétaires d'État  |
| 5            | Jules Ferry          | Gouvernement Jules Ferry (2)          | du 21 février 1883 au 30 mars 1885 (2 ans et 37 jours) | Union républicaine, Union démocratique, Centre gauche  | Jules Ferry (Républicain)          | 11 ministres 2 sous-secrétaires d'État |
| 6            | Henri Brisson        | Gouvernement Henri Brisson (1)        | du 6 avril 1885 au 29 décembre 1885 (267 jours)        | Union républicaine, Union démocratique, Centre gauche  | Henri Brisson (Républicain)        | 11 ministres                           |

## Composition de la Chambre des députés

### Composition en début de législature
| Groupe parlementaire     | Groupe parlementaire     | Groupe parlementaire     | Députés |  |
| Groupe parlementaire     | Groupe parlementaire     | Groupe parlementaire     | Total   |  |
| ------------------------ | ------------------------ | ------------------------ | ------- |  |
|                          | UR                       | Union républicaine       | 204     |  |
|                          | GR                       | Gauche républicaine      | 168     |  |
|                          | EXG                      | Extrême gauche           | 46      |  |
|                          | AAP                      | Appel au peuple          | 46      |  |
|                          | DR                       | Union des droites        | 42      |  |
|                          | CG                       | Centre gauche            | 39      |  |
|                          |                          |                          |         |  |
| Total des sièges pourvus | Total des sièges pourvus | Total des sièges pourvus | 545     |  |

#### Composition détaillée
| Bloc             | Groupes                   | Groupes | Tendances              | Tendances | Tendances |
| ---------------- | ------------------------- | ------- | ---------------------- | --------- | --------- |
| Républicains 457 |                           |         |                        |           |           |
|                  | Extrême gauche            |         |                        |           |           |
|                  | Socialistes               | 2       |                        |           |           |
|                  | Radicaux-socialistes      | 44      |                        |           |           |
|                  | Union républicaine        |         |                        |           |           |
|                  | Républicains radicaux     | 47      |                        |           |           |
|                  | Républicains gambettistes | 157     |                        |           |           |
|                  | Gauche républicaine       |         | Républicains modérés   | 168       |           |
|                  | Centre gauche             |         | Conservateurs libéraux | 39        |           |
| Monarchistes 88  |                           |         |                        |           |           |
|                  | Union des droites         |         |                        |           |           |
|                  | Orléanistes               | 7       |                        |           |           |
|                  | Légitimistes et cléricaux | 35      |                        |           |           |
|                  | Appel au peuple           |         | Bonapartistes          | 46        |           |
| Total :          | Total :                   | Total : | Total :                | Total :   | 545       |

### Composition en fin de législature
| Groupe parlementaire     | Groupe parlementaire     | Groupe parlementaire     | Députés |  |
| Groupe parlementaire     | Groupe parlementaire     | Groupe parlementaire     | Total   |  |
| ------------------------ | ------------------------ | ------------------------ | ------- |  |
|                          | UR                       | Union républicaine       | 170     |  |
|                          | GR                       | Union démocratique       | 156     |  |
|                          | EXG                      | Extrême gauche           | 49      |  |
|                          | GR                       | Gauche radicale          | 47      |  |
|                          | DR                       | Union des droites        | 46      |  |
|                          | CG                       | Centre gauche            | 45      |  |
|                          | AAP                      | Appel au peuple          | 44      |  |
|                          |                          |                          |         |  |
| Total des sièges pourvus | Total des sièges pourvus | Total des sièges pourvus | 557     |  |

#### Composition détaillée
| Bloc             | Groupes                   | Groupes | Tendances                 | Tendances | Tendances |
| ---------------- | ------------------------- | ------- | ------------------------- | --------- | --------- |
| Républicains 467 |                           |         |                           |           |           |
|                  | Extrême gauche            |         |                           |           |           |
|                  | Parti ouvrier             | 2       |                           |           |           |
|                  | Socialiste indépendant    | 1       |                           |           |           |
|                  | Radicaux-socialistes      | 46      |                           |           |           |
|                  | Gauche radicale           |         | Républicains radicaux     | 47        |           |
|                  | Union républicaine        |         | Républicains gambettistes | 170       |           |
|                  | Union démocratique        |         | Républicains modérés      | 156       |           |
|                  | Centre gauche             |         | Conservateurs libéraux    | 45        |           |
| Monarchistes 90  |                           |         |                           |           |           |
|                  | Union des droites         |         |                           |           |           |
|                  | Orléanistes               | 8       |                           |           |           |
|                  | Légitimistes et cléricaux | 38      |                           |           |           |
|                  | Appel au peuple           |         | Bonapartistes             | 44        |           |
| Total :          | Total :                   | Total : | Total :                   | Total :   | 557       |